# Rävsta
Rävsta är en by 500 meter väster om kyrkbyn i Angarns socken i Vallentuna kommun. Från 2015 avgränsar SCB en småort för bebyggelsen här.